# Alain Guilbert
Pour les articles homonymes, voir Guilbert.
Pas d'image ? Cliquez ici

a Compétitions nationales et continentales officielles uniquement.

b Matchs officiels uniquement.
Alain Guilbert, né le 28 septembre 1950 à Saint-Maur-des-Fossés (Seine), est un joueur international français de rugby à XV. Il évolue aux postes de deuxième ligne ou troisième ligne.
Son père, Christian Guilbert, est également un joueur de rugby à XV.

## Biographie
Alain Guilbert évolue longtemps au Rugby club toulonnais et est considéré comme un des meilleurs sauteurs du Championnat de France.
Il dispute son premier test match en équipe de France le 1er février 1975 contre l'équipe d'Angleterre, où il marque le premier essai de son équipe, et le dernier le 3 mars 1979 contre cette même équipe.
Par la suite, il est dirigeant du Rugby club toulonnais.

## Statistiques en équipe nationale
- 15 sélections en équipe de France entre 1975 et 1979.
- 1 essai.
- Sélections par année : 5 en 1975, 1 en 1976, 6 en 1977, 3 en 1979.
- Tournois des Cinq Nations disputés : 1975, 1979
- Tournées disputées : 1975, 1976, 1977.